# Búbal
Búbal ist ein spanischer Ort in der Provinz Huesca der Autonomen Gemeinschaft Aragonien. Búbal gehört zur Gemeinde Biescas. Das Dorf in den Pyrenäen liegt auf 1090 Meter Höhe und ist seit 1970 unbewohnt.

## Lage
Búbal liegt etwa sechs Kilometer nördlich von Biescas. Der Fluss Gállego wird bei Búbal gestaut.

## Sehenswürdigkeiten
- Barocke Pfarrkirche San Martín